# Buena Vista (Richland County)
Die Town of Buena Vista ist eine von 16 Towns im Richland County im US-amerikanischen Bundesstaat Wisconsin. Im Jahr 2010 hatte die Town of Buena Vista 1869 Einwohner.
Town hat in Wisconsin eine grundlegend andere Bedeutung, als im übrigen englischsprachigen Bereich. Vielmehr entspricht sie den in den anderen US-Bundesstaaten üblichen Townships, die nach dem County die nächstkleinere Verwaltungseinheit bilden.

## Geografie
Die Town of Buena Vista liegt im Südwesten Wisconsins, an der Mündung des Pine River in den Wisconsin River, einen linken Nebenfluss des Mississippi. Die Grenze zu Iowa befindet sich rund 80 km westlich. Nach Minnesota sind es 100 km in nordnordwestlicher Richtung; nach Illinois sind es rund 100 km nach Süden.
Die geografischen Koordinaten des Zentrums der Town of Buena Vista sind 43°15′14″ nördlicher Breite und 90°15′59″ westlicher Länge. Sie erstreckt sich über eine Fläche von 108,8 km², die sich auf 106,3 km² Land- und 2,5 km² Wasserfläche verteilen. Im Südosten umschließt die Town die selbstständige Gemeinde Lone Rock von Norden, Westen und Süden.
Die Town of Buena Vista liegt im Südosten des Richland County und grenzt an folgende Nachbartowns:
| Town of Richland              | Town of Ithaca                              | Town of Bear Creek (Sauk County)                        |
| Town of Orion                 | Kompassrose, die auf Nachbargemeinden zeigt | Town of Spring Green (Sauk County) Village of Lone Rock |
| Town of Pulaski (Iowa County) | Town of Clyde (Iowa County)                 | Town of Wyoming (Iowa County)                           |

## Verkehr
Durch die Town führt in Nordwest-Südost-Richtung der U.S. Highway 14. Der Wisconsin State Highway 131 verläuft in Nord-Süd-Richtung durch den Osten der Town of Buena Vista. Daneben führt noch der County Highway B in West-Ost-Richtung durch den Norden der Town. Alle weiteren Straßen sind untergeordnete Landstraßen sowie teils unbefestigte Fahrwege.
Mit dem Richland Airport befindet sich im Nordwesten der Town ein kleiner Flugplatz. Die nächsten Verkehrsflughäfen sind der Dubuque Regional Airport in Iowa (rund 125 km südsüdwestlich), der La Crosse Regional Airport (rund 135 km nordwestlich) und der Dane County Regional Airport in Wisconsins Hauptstadt Madison (rund 85 km östlich).

## Bevölkerung
Nach der Volkszählung im Jahr 2010 lebten in der Town of Buena Vista 1869 Menschen in 707 Haushalten. Die Bevölkerungsdichte betrug 17,6 Einwohner pro Quadratkilometer. In den 707 Haushalten lebten statistisch je 2,64 Personen. 
Ethnisch betrachtet setzte sich die Bevölkerung zusammen aus 97,1 Prozent Weißen, 0,3 Prozent Afroamerikanern, 0,5 Prozent amerikanischen Ureinwohnern, 0,4 Prozent Asiaten sowie 0,9 Prozent aus anderen ethnischen Gruppen; 0,9 Prozent stammten von zwei oder mehr Ethnien ab. Unabhängig von der ethnischen Zugehörigkeit waren 2,6 Prozent der Bevölkerung spanischer oder lateinamerikanischer Abstammung. 
25,9 Prozent der Bevölkerung waren unter 18 Jahre alt, 61,6 Prozent waren zwischen 18 und 64 und 12,5 Prozent waren 65 Jahre oder älter. 47,7 Prozent der Bevölkerung war weiblich.
Das mittlere jährliche Einkommen eines Haushalts lag bei 46.875 USD. Das Pro-Kopf-Einkommen betrug 19.669 USD. 9,8 Prozent der Einwohner lebten unterhalb der Armutsgrenze.

## Ortschaften in der Town of Buena Vista
Neben Streubesiedlung existieren in der Town of Buena Vista noch folgende gemeindefreie Siedlungen:
- Gotham
- Sextonville